# مایک بامبر (بازیکن فوتبال)
مایک بامبر (انگلیسی: Mike Bamber؛ زادهٔ ۱ اکتبر ۱۹۸۰) بازیکن فوتبال اهل بریتانیا است.
از باشگاه‌هایی که در آن بازی کرده‌است می‌توان به باشگاه فوتبال مکلسفیلد تاون اشاره کرد.